# Vilarinho dos Galegos e Ventozelo
Vilarinho dos Galegos e Ventozelo (oficialmente, União das Freguesias de Vilarinho dos Galegos e Ventozelo) é uma freguesia portuguesa do município de Mogadouro, com 48,74 km² de área e 357 habitantes (censo de 2021). A sua densidade populacional é 7,3 hab./km².
Para além de Vilarinho dos Galegos e Ventozelo, a União de Freguesias é composta por mais uma aldeia da antiga freguesia de Vilarinho dos Galegos (Vila dos Sinos).

## História
Foi criada aquando da reorganização administrativa de 2012/2013, resultando da agregação das antigas freguesias de Vilarinho dos Galegos e Ventozelo.

## Demografia
A população registada nos censos foi:
| Ano  | 0-14 Anos | 15-24 Anos | 25-64 Anos | > 65 Anos |
| 2001 | 43        | 43         | 187        | 167       |
| 2011 | 28        | 24         | 151        | 133       |
| 2021 | 18        | 27         | 166        | 146       |

À data da junção das freguesias, a população registada no censo anterior foi:
| Freguesia atual                                           | Freguesia atual  | Freguesia atual | Freguesias antigas    | Freguesias antigas | Freguesias antigas |
| Freguesia                                                 | População (2011) | Área (km²)      | Freguesia             | População (2011)   | Área (km²)         |
| --------------------------------------------------------- | ---------------- | --------------- | --------------------- | ------------------ | ------------------ |
| União das Freguesias de Vilarinho dos Galegos e Ventozelo | 336              | 48,74           | Vilarinho dos Galegos | 190                | 24,75              |
| União das Freguesias de Vilarinho dos Galegos e Ventozelo | 336              | 48,74           | Ventozelo             | 146                | 23,98              |

## Património de Vilarinho, Ventozelo e Vila dos Sinos

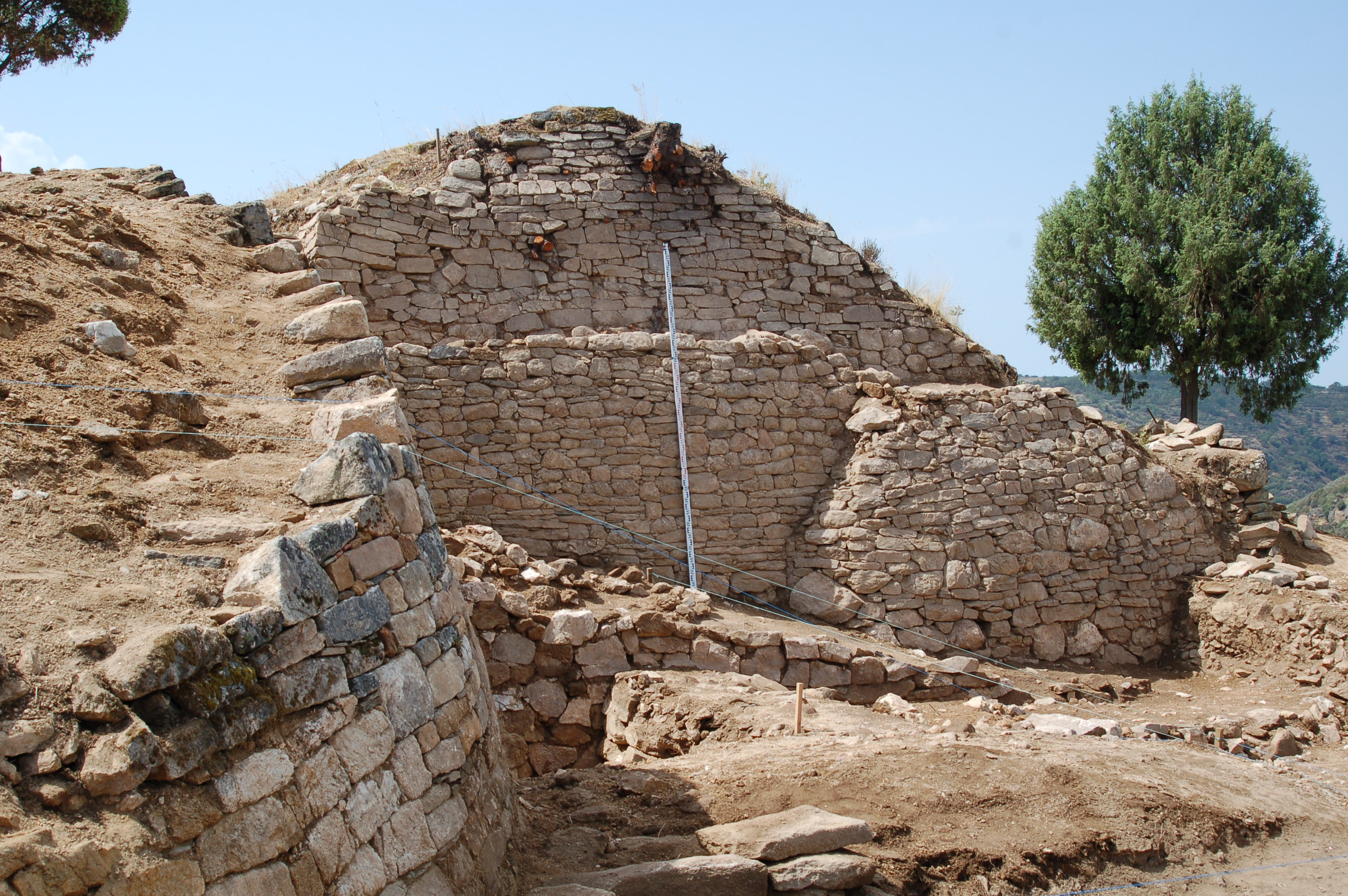
Castelo dos Mouros de Vilarinho dos Galegos

- Castelo dos Mouros ou Castro de Vilarinho dos Galegos (povoado fortificado) - Vilarinho dos Galegos
- Igreja Paroquial de Vilarinho dos Galegos
- Igreja Paroquial de Ventozelo (origem medieval)
- Capela do Senhor da Boa Morte - Ventozelo
- Fonte da Vila - Ventozelo
- Fontes de Mergulho de Vilarinho dos Galegos
- Igreja de Vila dos Sinos (origem medieval)
- Berrão de Vila dos Sinos (Adro da Igreja de Vila dos Sinos)
- Caseta dos Guardas - Carreiro do Contrabando
- Sepultura medieval do Barreiro - Vilarinho dos Galegos

Igreja de Vila dos Sinos

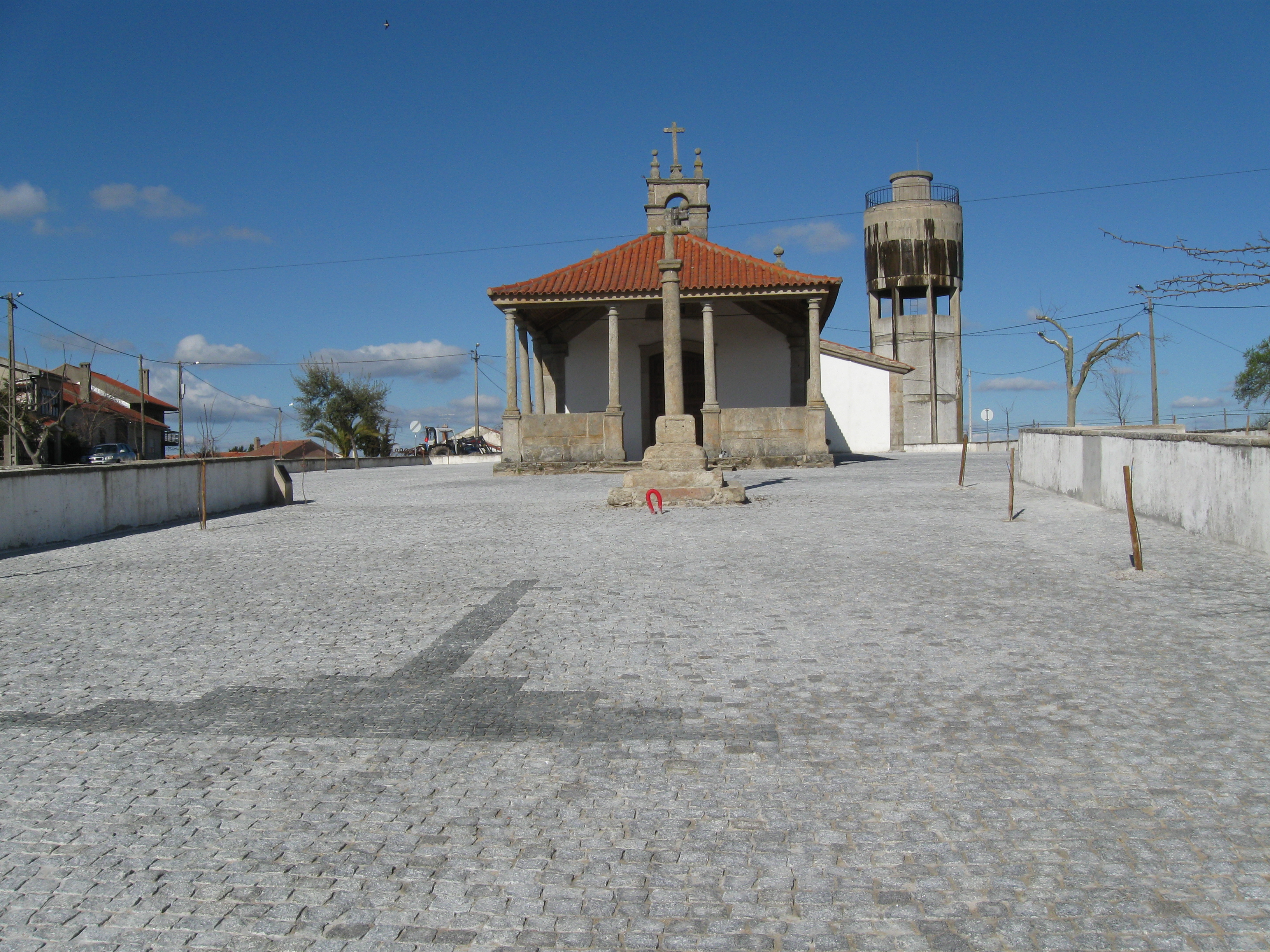
Capela do Sr. da Boa Morte - Ventozelo